# Birketsmithiola transvaalensis
Birketsmithiola transvaalensis is een vlinder uit de familie van de spinneruilen (Erebidae). De wetenschappelijke naam van deze soort werd voor het eerst voorgesteld door Martin Krüger in een publicatie uit 2015.
Deze soort komt voor in Zimbabwe en Zuid-Afrika.